# Осен (Врачанська область)
О́сен (болг. Осен) — село у Врачанській області Болгарії. Входить до складу общини Криводол.

## Населення
За даними перепису населення 2011 року у селі проживала 251 особа, усі — болгари.
Розподіл населення за віком у 2011 році:
Динаміка населення: